# Ragnar Hult

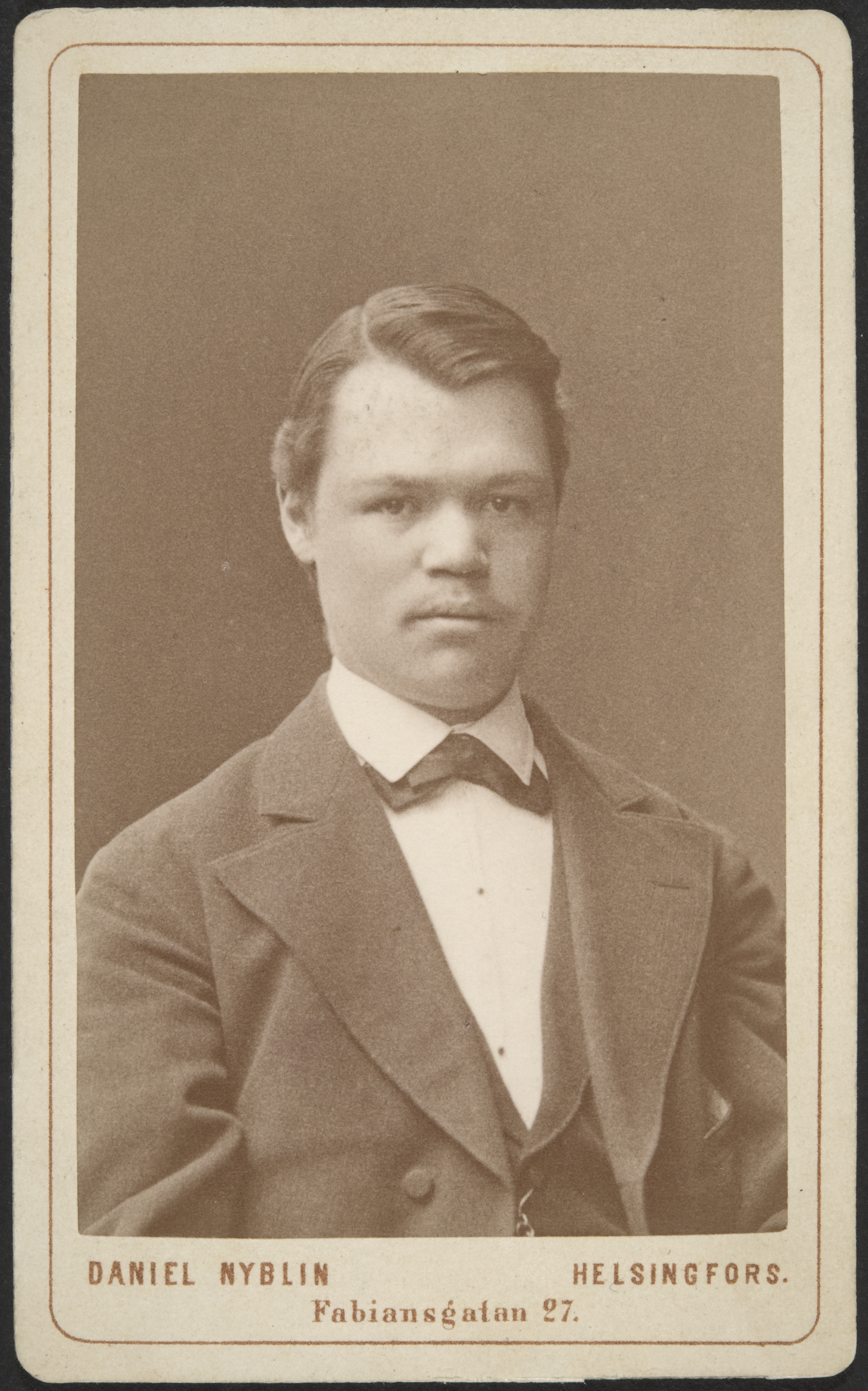
Ragnar Hult i början av 1880-talet. (Fotografi av Daniel Nyblin.)

Ragnar Hult, född 4 mars 1857 på Fiskars, Nyland, död 25 september 1899 i Helsingfors, var en finländsk geograf, son till konstbyggmästare Carl Gustaf Hult och Amanda Carolina Palmberg. Han var gift med Fanny Hult och han var bror till konstnären Hildur Hult och geologen Ebba Hult De Geer.
Hult blev student vid Kejserliga Alexanders Universitetet i Finland i Helsingfors 1875 och efter studier där och vid Uppsala universitet filosofie licentiat 1881 på avhandlingen Försök till analytisk behandling af växtformationerna, docent i växtgeografi 1886 samt i geografi 1890 vid Kejserliga Alexanders Universitetet i Finland.
Han sysselsatte sig i början med floristisk och växtgeografisk forskning i finska lappmarken, om vilka han publicerade flera avhandlingar. Även undersökte han Blekinges vegetation. Han verkade oförtrutet för det geografiska studiet i Finland, stiftade Geografiska föreningen, vars ordförande han var i tolv år, och införde geografin som läroämne vid universitetet; dess geografiska inrättning grundlades av honom.
Han utgav flera kartor och läroböcker i geografi, bland dem Grunddragen af den allmänna geografin (1894; och Allmän fysisk geografi (1901). År 1898 erhöll han ett Rosenbergskt stipendium om 8 000 mark i tre års tid för geografisk och geologisk forskning i Spanien och Centralamerika, men återvände redan 1899 från Spanien, i följd av sjukdom, som snabbt ändade hans liv.